# اثر اشتارک

نظم(قاعده) محاسبه شده اتم ریدبرگ اتم هیدروژن در میدان الکتریکی نزدیک n=15 برای عدد کوانتومی مغناطیسی m=0. هر تراز n شامل n-1 زیرتراز است.

به انتقال و شکافته شدن خطوط طیفی اتم‌ها و مولکول‌ها به دلیل حضور یک میدان الکتریکی خارجی ثابت، اثراشتارک (به انگلیسی: Stark effect) گفته می‌شود. به مقدار این انتقال یا شکافت، انتقال و شکافت اشتارک گفته می‌شود. در میدان الکتریکی اعمال شده، اثر مرتبه اول خطی است در حالی که اثر مرتبه دوم نمایی است.
اثر اشتارک در انتشار خطوط طیفی ذرات باردار (انتشار اشتارک) معتبر است. وقتی خطهای انتقال یافته یا شکافته شده در جذب ظاهر می‌شود، اثر اشتارک معکوس نامیده می‌شود.
اثر اشتارک مشابه الکتریکی اثر زیمان است که به دلیل حضور میدان مغناطیس، خطوط طیفی به چندین جزء شکافته می‌شود.

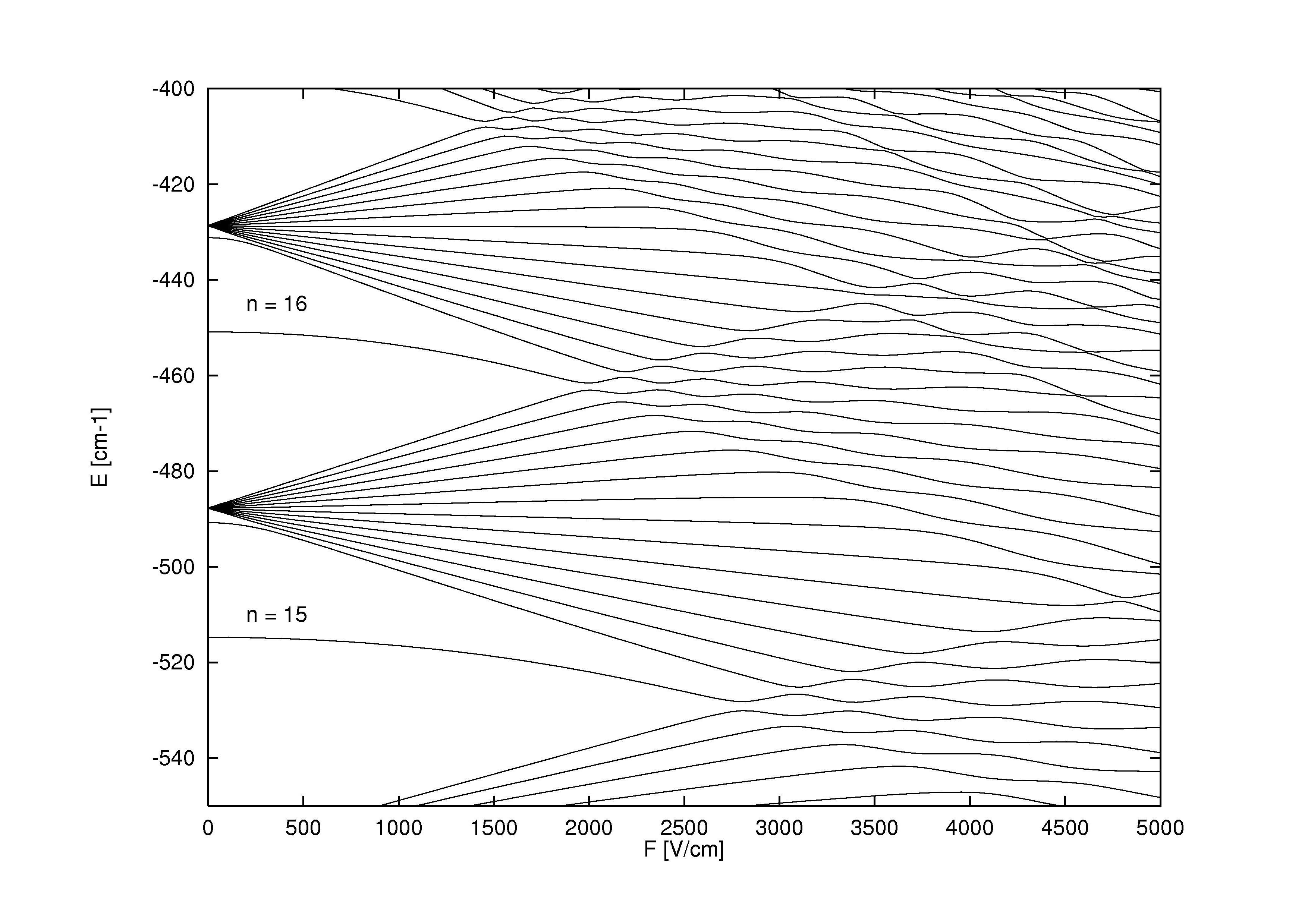
بی نظمی محاسبه شده اتم ریدبرگ لیتیوم در میدان الکتریکی نزدیک n=15 برای عدد کوانتومی مغناطیسی m=0.

## تاریخچه
این اثر در سال ۱۹۱۳ توسط یوهانس اشتارک (به انگلیسی: Johannes Stark) کشف و به نام او نامگذاری شد.  در همان سال توسط فیزیکدان دیگری به نام آنتونینو لو سوردو (به انگلیسی: Antonino Lo Surdo) که ایتالیایی بود، به‌طور مستقل کشف شد. به همین دلیل در ایتالیا گاهی این اثر را اثراشتارک-لو می‌نامند. کشف این اثر تأثیر بسیار مهمی در پیشرفت نظریهٔ کوانتوم داشت. بعد از کشف این اثر توسط دو فیزیکدان نام برده، هیچکدام توسعه فیزیک مدرن را نپذیرفتند و به برنامه‌های سیاسی و نژادی هیتلر و موسولینی پیوستند.
بعدها ولدمر فویگت (به انگلیسی: Woldemar Voigt) با الهام گرفتن از اثر زیمان، به خصوص توضیحات لورنتس دربارهٔ این اثر، محاسبات به روش مکانیک کلاسیک برای جهش کشسان الکترون‌های میدان الکتریکی را انجام داد. بدون در نظر گرفتن این پیشگویی، اشتارک عهده‌دار اندازه‌گیری‌هایی روی حالت‌های بر انگیخته اتم هیدروژن شد و سر انجام موفق شد شکافت‌ها را مشاهده کند.
پائول اپشتین (به انگلیسی: Paul Epstein) و کارل شوارتزشیلد (به انگلیسی: Karl Schwarzschild) با استفاده از نظریه بور زومرفلد (به انگلیسی: Bohr-Sommerfeld) توانستند به‌طور مستقل معادله‌های خطی و نمایی اثر اشتارک را در اتم هیدروژن (به انگلیسی: hydrogen) بدست بیاورند. چهار سال بعد هندریک کرامرز (به انگلیسی: Hendrik Kramers) فرمول‌های شدت نور گذارهای طبیعی را استخراج کرد. کرامر همچنین اثر ساختار ریز را که شامل تصحیح انرژی جنبشی و جفت شدگی بین الکترون و اوربیت است را محاسبه کرد. اولین عملیات مکانیک کوانتوم (در چارچوب مکانیک ماتریسی (به انگلیسی: matrix mechanics)هایزنبرگ) توسط ولفگانگ پائولی (به انگلیسی: Wolfgang Pauli) بود.
اروین شرودینگر (به انگلیسی: Erwin Schrödinger) در سومین مقاله خود در نظریه کوانتوم (که در آن نظریهٔ اختلال خود را معرفی کرد) در مورد اثر اشتارک هم به روش Epstein در سال ۱۹۱۶ و هم به روش اختلال مرتبه اول خودش به‌طور مفصل بحث کرد. سر انجام Epstein با دید نظریه کوانتومی جدی، در اثر اشتارک خطی و نمایی تجدید نظر کرد. او معادله شدت خط را نوشت که این اثر توسعه نتایج بدست آمده از نظریه کوانتوم قدیم توسط کرامر بود.
نتایج اختلال مرتبه اول برای اثر اشتارک در هیدروژن با مدل بور-سامرفیلد و نظریه کوانتوم اتم‌ها سازگار است در حالی که نتایج مرتبه‌های بالاتر سازگار نیستند. به این ترتیب اندازه‌گیری‌های اثر اشتارک تحت شدت میدان‌های بالا، صحت نظریه کوانتوم دربارهٔ مدل بور را تأیید کرد.

## سازوکار

### چکیده
یک میدان الکتریکی، به عنوان مثال از چپ به راست، تمایل دارد هسته را به سمت راست و الکترون را به سمت چپ هدایت کند. از نظر دیگر، در یک حالت الکتریکی که در آن ناخالصی بار الکتریکی به سمت چپ متمایل است، انرژی اش کاهش یافته‌است. در حالی که، در حالتی که در آن ناخالصی بار الکتریکی به سمت راست متمایل است، انرژی اش افزایش یافته‌است.
همچنین، اثر میدان الکتریکی روی لایه‌های بیرونی بیشتر است. زیرا الکترون‌ها دور تر از هسته‌اند بنابراین بیشتر به سمت راست و چپ حرکت می‌کنند.
اثر اشتارک می‌تواند به شکافت سطوح انرژی تبهگنی بینجامد. برای مثال در مدل بور یک الکترون هم در حالت 2s و هم در حالت 2p
یک مقدار انرژی داشته باشد. اگرچه در یک میدان الکتریکی اوربیتال‌های هیبریدی ( انطباق کوانتومی هم گفته می‌شود ) حالت‌های 2s و 2p وجود خواهد داشت که در آن الکترون تمایل به سمت چپ دارد که در این صورت انرژی اش کمتر خواهد بود. بنابراین سطوح انرژی تبهگن به سطوح انرژی کمی بیشتر و کمی کمتر شکافته خواهد شد.

### الکترواستاتیک کلاسیکی
اثر اشتارک از برهمکنش توزیع بار ( اتم یا مولکول ) و یک میدان الکتریکی خارجی ناشی می‌شود. قبل از رو کردن به مکانیک کوانتومی، ما این برهمکنش را به صورت کلاسیکی توصیف خواهیم کرد و یک توزیع بار متوالی فرض می‌کنیم. اگر این توزیع بار قطبش ناپذیر باشد، انرژی برهمکنش آن با پتانسیل الکتروستاتیکی خارجی ‎V(r)‎خواهد بود:
{\displaystyle E_{\mathrm {int} }=\int \rho (\mathbf {r} )V(\mathbf {r} )d\mathbf {r} ^{3}}.
اگر میدان الکتریکی ماکروسکوپیک باشد، توزیع بار هم ماکروسکوپیک است. در این صورت منطقی است که فرض کنیم میدان الکتریکی حول این توزیع بار یکنواخت است. یعنی V دوجمله از بسط تیلور می‌باشد:

میدان الکتریکی:
در اینجا ما مبدأ 0 را درون ρ گرفتیم. با فرض ‎V(0)‎ به عنوان انرژی صفر، برهمکنش به صورت زیر خواهد بود:
{\displaystyle E_{\mathrm {int} }=-\sum _{i=1}^{3}F_{i}\int \rho (\mathbf {r} )r_{i}d\mathbf {r^{3}} \equiv -\sum _{i=1}^{3}F_{i}\mu _{i}=-\mathbf {F} \cdot {\boldsymbol {\mu }}}.
که μ، گشتاور دوقطبی ρ، انتگرال حول توزیع بار می‌باشد. در صورتی که ρ متشکل از N بار نقطه ای‎ qj ‎ باشد،انتگرال به صورت جمع خواهد بود:

### نظریۀ اختلال
حال به مکانیک کوانتوم برمی گردیم. یک اتم یا مولکول را به عنوان مجموعه‌ای از بارهای نقطه‌ای می‌بینیم(الکترون و هسته)، در نتیجه تعریف دوم دوقطبی بکار می‌رود. برهمکنش اتم‌ها یا مولکول‌ها با یک میدان خارجی یکنواخت به صورت زیر تعریف می‌شود:
{\displaystyle V_{\mathrm {int} }=-\mathbf {F} \cdot {\boldsymbol {\mu }}}
این عملگر به عنوان اختلال در نظریه ی اختلال برای محاسبه اثر اشتارک در مرتبهٔ اول و مرتبه دوم استفاده می‌شود.

#### مرتبه ی اول
فرض می‌کنیم تابع حالت‌های مرتب صفرم اتم‌ها یا مولکول‌های مختل شده در تبهگنی gتایی به صورت ‎{\displaystyle \psi _{1}^{0},\ldots ,\psi _{g}^{0}}‎ باشد.(ناواگنی (غیر تبهگنی) حالت خاص g=1 است.) بر اساس نظریهٔ اختلال، انرژی‌های مرتبهٔ اول، ویژه مقادیر ماتریس ‎g x g‎ می‌باشند.
{\displaystyle (\mathbf {V} _{\mathrm {int} })_{kl}=\langle \psi _{k}^{0}|V_{\mathrm {int} }|\psi _{l}^{0}\rangle =-\mathbf {F} \cdot \langle \psi _{k}^{0}|{\boldsymbol {\mu }}|\psi _{l}^{0}\rangle ,\qquad k,l=1,\ldots ,g.}
 
اگر g=1 باشد، انرژی مرتبهٔ اول متناسب با مقدار انتظاری عملگر ‎{\displaystyle {\boldsymbol {\mu }}}‎ خواهد بود.
{\displaystyle E^{(1)}=-\mathbf {F} \cdot \langle \psi _{1}^{0}|{\boldsymbol {\mu }}|\psi _{1}^{0}\rangle =-\mathbf {F} \cdot \langle {\boldsymbol {\mu }}\rangle }
چون تکانه دو قطبی، بردار است، عناصر قطری ماتریس اختلال ‎Vint‎، برای یک سیستم با یک مرکز وارونگی (مثل اتم ها) صفر است. مولکول‌ها با مر کز وارونگی در یک حالت الکتریکی ناواگن، دو قطبی ندارند. بنابراین اثر اشتارک خطی را، نشان نمی‌دهند. 
برای بدست آوردن یک ماتریس غیر صفر ‎Vint‎، برای سیستم‌هایی با مرکز وارونگی، ضروری است که بعضی از توابع مختل نشده‎ {\displaystyle \psi _{i}^{0}} ‎پاریتهٔ معکوس داشته باشند. زیرا فقط توابع پاریته مثبت عناصر غیر صفر ماتریس را بدست می‌دهند. حالت‌های مرتبه صفرم تبهگن پاریتهٔ مثبت، برای اتم‌های هیدروژن گونهٔ ( تک الکترونی) برانگیخته اتفاق می افتد. حالت بر انگیخته اتم‌های هیدروژن گونه با عدد کوانتومی اصلی n، تبهگنی ‎n2‎ تایی است و در این حالت داریم:
{\displaystyle n^{2}=\sum _{\ell =0}^{n-1}(2\ell +1)}

که در آن ‎{\displaystyle \ell }‎ عدد کوانتومی تکانه زاویه‌ای مداری است. برای مثال حالت براگیخته n=4، حالت‌های ‎{\displaystyle \ell }‎ زیر را در بر دارد:
{\displaystyle 16=1+3+5+7\;\;\Longrightarrow \;\;n=4\;{\hbox{contains}}\;s\oplus p\oplus d\oplus f}
حالت‌های تک الکترونی با ‎{\displaystyle \ell }‎های زوج، تحت پاریته زوج هستند. در حالی که ‎{\displaystyle \ell }‎های منفی، تحت پاریتهف منفی هستند. بنابراین اتم‌های هیدروژن گونه با ‎n>1‎ اثر اشتارک مرتبه اول را نمایش می‌دهند.
اثر اشتارک مرتبهٔ اول، درگذار دورانی مولکول‌های متقارن اتفاق می افتد( نه برای مولکول‌های نا متقارن و خطی). در تقریب اول، ممکن است مولکول‌ها به صورت یک دوران گر صلب دیده شود. یک دوران گر صلب متقارن، ویژه حالت‌های مختل نشده دارد:
با انرژی تبهگنی‎ 2(2J+1)‎تایی برای ‎|K|> 0‎ و انرژی تبهگنی ‎(2J+1)‎تایی برای K=0. اینجا، ‎DJMK‎ یک عنصر از ماتریس ویگنر است. ماتریس اختلال مرتبهٔ اول بر اساس تابع دورانگر صلب مختل نشده که غیر صفر است و می‌توان آن را قطری کرد، این انتقال‌ها و شکافت‌ها را در طیف چرخشی به دست می‌دهد. با تحلیل کمی این انتقال اشتارک می‌توان تکتنهٔ دوقطبی الکتریکی ثابت مولکول متقارن را نتیجه گرفت.

#### مرتبه ی دوم
همانطور که گفته شد، اثر اشتارک مرتبه دوم با نظریهٔ اختلال مرتبهٔ دوم توصیف می‌شود. مسائل مرتبهٔ صفرم: 
{\displaystyle H^{(0)}\psi _{k}^{0}=E_{k}^{(0)}\psi _{k}^{0},\quad k=0,1,\ldots ,\quad E_{0}^{(0)}<E_{1}^{(0)}\leq E_{2}^{(0)},\dots }

حل شده فرض می‌شود. چنین معمول است که حالت‌های مرتبهٔ صفرم مختل نشده، ناواگن فرض می‌شود و اگر حالت پایه را به عنوان حالت ناواگن ( برای اتم‌های هیدروِژن گونه‎n = 1‎) در نظر بگیریم، طبق نظریهٔ اختلال داریم:
{\displaystyle E^{(2)}=\sum _{k>0}{\frac {\langle \psi _{0}^{0}|V_{\mathrm {int} }|\psi _{k}^{0}\rangle \langle \psi _{k}^{0}|V_{\mathrm {int} }|\psi _{0}^{0}\rangle }{E_{0}^{(0)}-E_{k}^{(0)}}}=-{\frac {1}{2}}\sum _{i,j=1}^{3}F_{i}\alpha _{ij}F_{j}}

مؤلفه‌های تانسور قطبش پذیری α چنین تعریف می‌شود:
{\displaystyle \alpha _{ij}\equiv -2\sum _{k>0}{\frac {\langle \psi _{0}^{0}|\mu _{i}|\psi _{k}^{0}\rangle \langle \psi _{k}^{0}|\mu _{j}|\psi _{0}^{0}\rangle }{E_{0}^{(0)}-E_{k}^{(0)}}}.}
انرژی ‎E(2)‎، اثر اشتارک نمایی را بدست می‌دهد.
بنابراین به دلیل تقارن کروی آنها، تانسور قطبش‌پذیری اتم‌ها همگراست.
{\displaystyle \alpha _{ij}=\alpha _{0}\delta _{ij}\Longrightarrow E^{(2)}=-{\frac {1}{2}}\alpha _{0}F^{2},}
که انتقال اشتارک نمایی اتم هاست و برای بیشتر مولکول‌ها نیز، تقریب بدی نیست. زیرا تانسورهای مولکول‌ها معمولاً همگرا هستند.

## اثر اشتارک کوانتومی
در یک آلیاژ نیمه رسانا، در جایی از آن که یک نوار ممنوعه کوچک ( گاف انرژی ) بین دولایهٔ ماده قرار می‌گیرد، ملاحظه می‌شود  که اثر اشتارک به‌طور چشمگیری زیاد می‌شود. علت این امر این است که الکترون و حفره نیمه رسانا، توسط میدان در جهت مخالف وادار به حرکت می‌شوند ولی همچنان در آن نوار ممنوعه باقی میمانند. اثر اشتارک کوانتومی به‌طور گسترده در مدولاتور(تلفیق‌کننده)های اپتیکی و ارتباطات فیبر اپتیکی استفاده می‌شود.